# Alexander Bellu
Alexander Bellu (* 31. května 1987 Tempio Pausania, Itálie) je český politik, v letech 2014 až 2018 zastupitel hlavního města Prahy, od června do listopadu 2018 starosta městské části Praha 3 (předtím v letech 2014 až 2018 místostarosta) a od roku 2016 expert ODS pro digitální společnost a e-government.

## Život
Narodil se v roce 1987 v Tempio Pausania na Sardinii v Itálii. Jeho matkou je Češka, otec Ital. S rodiči žil v Miláně a po jejich rozvodu se s matkou přestěhoval na pražský Žižkov. Tam žije dodnes.
Vystudoval Česko-italské jazykové gymnázium. Během středoškolských let spoluzaložil spolek Carta di Cividale, který se snaží o rozvoj mezinárodní studentské spolupráce a výměnu zkušeností. Po gymnáziu absolvoval Husitskou teologickou fakultu Univerzity Karlovy, bakalářské obory teologie a filosofie a psychosociální studia a magisterský obor sociální a charitativní práce.
Pracoval jako tlumočník pro Italsko-českou smíšenou obchodní a průmyslovou komoru. V průběhu studií na univerzitě začal podnikat v oblasti módy. Jeho společnost se stala výhradním dodavatelem italské značky Nero Giardini pro Českou republiku.[zdroj⁠?!]
Vedle češtiny mluví italsky, španělsky, anglicky a na základní úrovni německy. Na univerzitě studoval i hebrejštinu, aramejštinu, latinu a starořečtinu.[zdroj?]

## Politické působení
V roce 2006 vstoupil do Občanské demokratické strany. Od roku 2014 byl zastupitelem Prahy, kde pracoval ve výboru pro Smart Cities, a dále byl místostarostou Prahy 3, kde byl pověřen agendou Smart Cities, strategického plánování, majetku, kultury a zahraničních vztahů. Dne 12. června 2018 byl zvolen starostou městské části Praha 3 poté, co byla z funkce odvolána předchozí starostka Vladislava Hujová.
V komunálních volbách v roce 2018 obhajoval za ODS post zastupitele hlavního města Prahy (figuroval na 20. místě kandidátky), ale neuspěl. Obhájil však post zastupitele městské části Praha 3, kde byl z pozice člena ODS lídrem kandidátky subjektu „Koalice pro Prahu 3 – ODS, KDU-ČSL, Svobodní“. Dne 20. listopadu 2018 jej na postu starosty městské části vystřídal Jiří Ptáček.
Ve volbách do Evropského parlamentu v květnu 2019 kandidoval na 19. místě kandidátky ODS, ale nebyl zvolen.